# Gli orrori del castello di Norimberga
Gli orrori del castello di Norimberga è un film horror del 1972 diretto da Mario Bava, con soggetto e sceneggiatura di Vincent Fotre.

## Trama
Peter Kleist, da poco giunto a Vienna, viene ospitato dallo zio Karl Hummel. Il giovane vuole scoprire la storia di un suo antenato, il barone Otto Von Kleist, noto anche come "Il Barone Sanguinario". Il parente lo porta, quindi, a visitare il castello del defunto e lì conoscono Eva Arnold, studentessa d'architettura.
In seguito, Karl invita il nipote ed Eva a cena. Durante il pasto, si accenna ad una certa Elisabeth Hölle, una strega che maledì il barone, dopo che quest'ultimo la condannò a morte.
Terminato di mangiare, Peter propone ad Eva di tornare al castello e di cercare di far resuscitare il suo antenato. Nonostante alcuni presagi, l'avo non si fa vivo e così, il giorno seguente, i due giovani riprovano nuovamente il sortilegio. Questa volta, ignari del pericolo, Eva e Peter risvegliano il barone.
Nel frattempo, presso la dimora del Sanguinario, si tiene un'asta. L'ultima offerta è la proprietà della fortezza stessa. L'intero immobile viene acquistato da un misterioso signore invalido, Alfred Becker, che intende restaurarlo e usarlo come proprietà privata.
Eva, nel mentre, viene più volte pedinata dal barone. Nessuno, inizialmente, crede alla storia della ragazza. Successivamente, Karl e Peter cambiano idea e, per trovare una soluzione, decidono di consultare una medium. Quest'ultima riesce ad "entrare in contatto" con lo spirito di Elisabeth. La megera riferisce che l'unico modo per uccidere il barone è quello di far tornare in vita una vittima del Sanguinario.
Peter avvisa il signor Becker del pericolo che incombe nel castello. L'anziano non crede alle parole del giovane. Ben presto si scoprirà che, in realtà, Becker simula tutto e che è lui stesso il barone.

## Produzione

### Regia
Ancora una volta Mario Bava sperimenta, in qualità anche di direttore della fotografia, luci paranormali, tendenti spesso al rosso o a colori caldi. Si notano, inoltre, ampi usi di zoomate per le scene più spaventose.

### Riprese
Il film, nonostante il titolo faccia riferimento a Norimberga, è stato interamente girato in Austria.

## Distribuzione

### Data di uscita
La pellicola uscì nelle sale italiane il 27 maggio del 1972. Sempre lo stesso anno venne distribuito negli USA, dove è conosciuto col titolo internazionale Baron Blood.

### Divieti
In Italia il lungometraggio, sia al cinema che in home video, è stato vietato ai minori di 14 anni per scene violente e contenuto sessuale moderato.

## Accoglienza

### Critica
Morando Morandini, nel suo dizionario omonimo, accoglie tiepidamente il film di Bava. Lo considera «divertente più che spaventevole.» Di simile avviso, si ricordano anche le parole di Roger Ebert («A volte è buffo vedere un film horror brutto. Il problema è che [...] non lo è abbastanza»).

### Incassi
Gli orrori del castello di Norimberga ha incassato complessivamente 269.812.000 lire a livello nazionale.